# Holbav
Holbav é uma comuna romena localizada no distrito de Brașov, na região histórica da Transilvânia. A comuna possui uma área de 20.94 km² e sua população era de 1287 habitantes segundo o censo de 2007.